# Франкфуртский зелёный соус

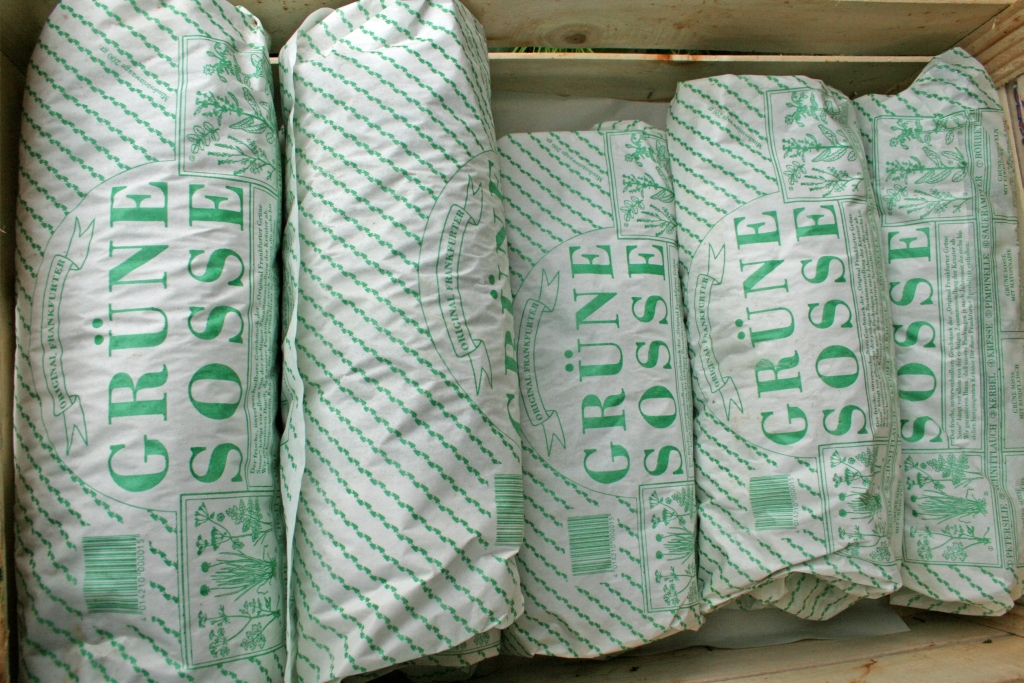
Свёртки с набором трав для франкфуртского зелёного соуса в сезонной продаже

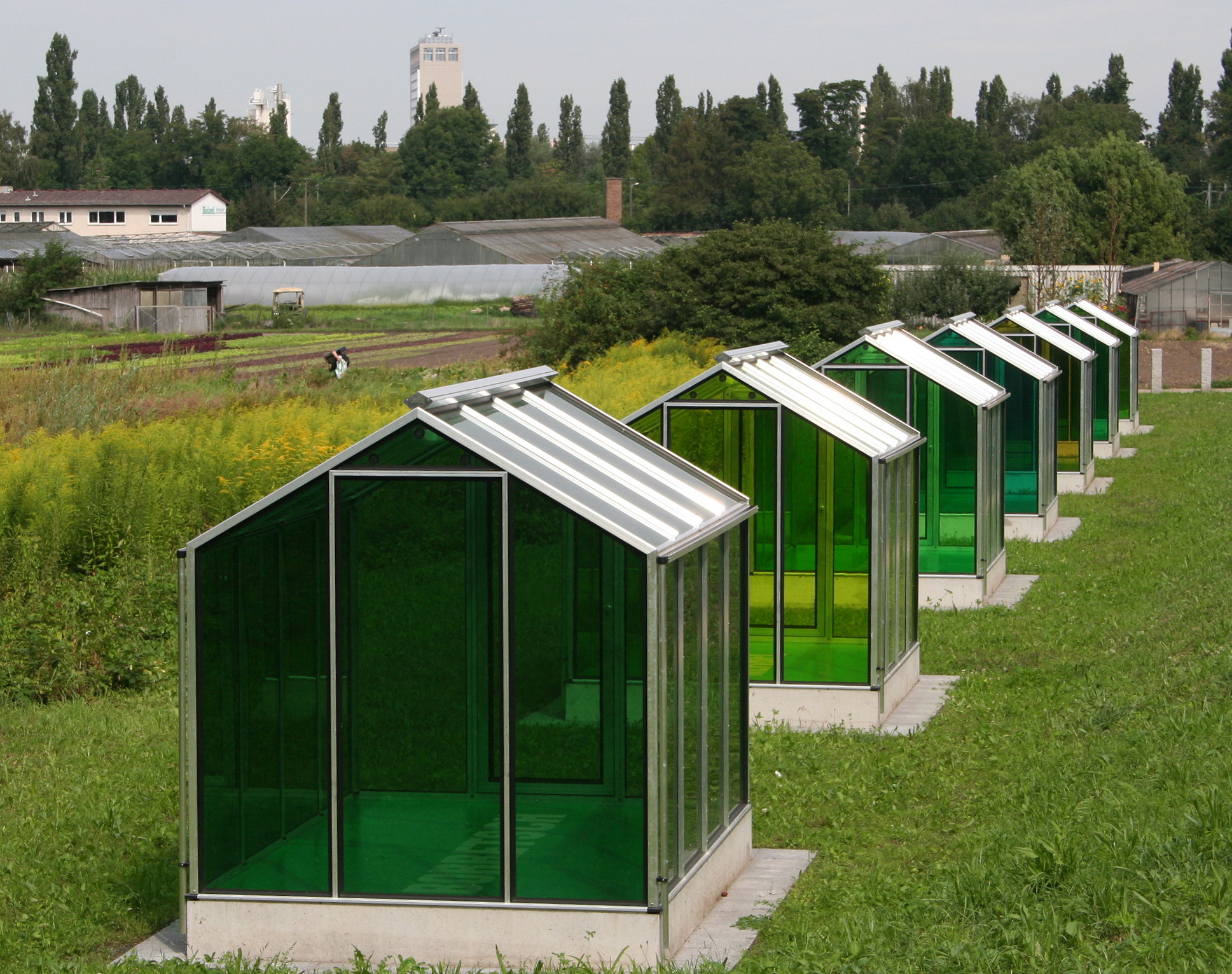
Памятник франкфуртскому зелёному соусу

Франкфуртский зелёный соус (нем. Frankfurter Grüne Soße) — один из немецких вариантов холодного зелёного соуса на основе композиции из семи свежих кухонных трав со сметаной. Кулинарный специалитет и национальное блюдо Франкфурта-на-Майне, имеющий с 2016 года защиту географического указания в ЕС.
Во Франкфурте проходит ежегодный фестиваль зелёного соуса и установлен памятник в виде семи парников из зелёного плексигласа.
Франкфуртский зелёный соус подают к спарже, говядине и рыбе, кроме того, одноимённое название носит и сезонное весеннее блюдо — сервированный с зелёным соусом отварной картофель со сваренным вкрутую яйцом.
Происхождение зелёного соуса во Франкфурте доподлинно не известно. По красивой, но не имеющей под собой оснований легенде, франкфуртский зелёный соус был любимым блюдом И. В. Гёте и даже был придуман его матерью Катариной Элизабет Гёте.
Впервые рецепт франкфуртского зелёного соуса был опубликован в кулинарной книге Вильгельмины Рюриг в 1860 году. Существует и непопулярная во Франкфурте версия о том, что зелёный соус в город привезли французские гугеноты.
Сезон для франкфуртского зелёного соуса начинается в Чистый четверг и продолжается до осени. Единого рецепта франкфуртского зелёного соуса не существует, но среди ингредиентов обязательно должны присутствовать как минимум семь трав, возделываемых во франкфуртском районе Оберрад: огуречная трава, кервель, кресс-салат, петрушка, малая кровохлёбка (sanguisorba minor, известная как salad burnet), щавель и лук скорода. Эти травы считаются полезными для здоровья, так, например, огуречная трава лечит меланхолию, кервель активизирует обмен веществ, щавель чистит организм, а петрушка снабжает его железом. Травы для франкфуртского зелёного соуса измельчают только вручную ножом-качалкой, помимо сметаны соус приправляют крем-фрешем, горчицей, солью, перцем и уксусом, иногда хреном. Франкфуртский набор трав также подходит для приготовления зелёного масла.